# Tetrapleurodon
Tetrapleurodon is een geslacht van kaakloze vissen uit de  familie van de prikken (Petromyzontidae).

## Soorten
- Tetrapleurodon geminis Álvarez, 1966
- Tetrapleurodon spadiceus (Bean, 1887)